# فنانو بلاط تيودور
فنانو بلاط تيودور، هم رسامون ومختصون بتذهيب الكتب تعامل معهم عاهل أسرة تيودور الإنجليزي بين عاميّ 1485 و 1603، منذ عهد هنري السابع ملك إنجلترا وحتى وفاة إليزابيث الأولى.
أدار هؤلاء الفنانون ورشات عمل ،أو مراسم للعديد من المساعدين والمتدربين، وأنتجوا أعمالًا في العديد من التخصصات، بما في ذلك: البورتريه المُصغّرة واللوحات ذات الإطار الخشبي واسعة النطاق والكتب المذهبة وعلم شعارات النبالة ووضع مخططات زخرفية لمسرحيات الماسك والبطولات (العصور الوسطى) وغيرها من الأحداث.

## العزلة والأيكونغرافيا
كان عصر تيودور تابعًا للعزلة غير الاعتيادية من الاتجاهات الأوروبية لإنجلترا. عرقلت حرب الوردتين في البداية النشاط الفني إلى حدٍ كبيرٍ، الذي وصل إلى مستوى منخفضٍ جدًا بغض النظر عن الهندسة المعمارية بحلول عام 1485. كانت أسرة يورك التي أطاحت بها عائلة تيودور قريبة جدًا من حليفتها دوقية بورغونيا، وكانت تُرسم البورتريه الخاصة بالدبلوماسيين الإنجليز من قبل أفضل الرسامين الهولنديين الأوائل - لوحة إدوارد جريمو للرسام بيتروس كريستوس ولوحة السير جون دون للرسام هانس ميملينغ (وكلتاهما موجودة في المعرض الوطني، لندن). جُنّد فنانون أجانب خلال عصر تيودور ورُحِّب بهم بكثير البذخ من قبل المحكمة الإنجليزية، على العكس من مكانتهم الثانوية من الناحية الفنية في مناطق أخرى من أوروبا، مثل: إسبانيا أو نابولي. ظل الرسامون الهولنديون تباعًا المهيمنون والمؤسسون والداعي الأكبر للتقليد الإنجليزي المتميز (البورتريه المصغر)، رغم التأثير الفرنسي المهم لكل من لوكاس هورينبوت ونيكولاس هيليارد.
كان البورتريه نوع الرسم الأكثر أهمية بالنسبة لجميع الفنانين في بلاط تيودور، والوحيد الذي بقي بعد الانقراض الفعلي للرسم الديني في الإصلاح البروتستانتي، والاهتمام القليل بالميثولوجيا الكلاسيكية حتى نهاية ذلك العهد. يمكن رؤية عدد اللوحات المفقودة في كتاب هولباين (جميع الصفحات تقريبًا في المجموعة الملكية) احتوت على رسومات تحضيرية للبورتريه - ومن بين خمسة وثمانين رسماً، وُجد عدد قليل فقط يحمل رسومات هولباين، رغم أن العديد من النسخ قد نجت في كثير من الأحيان. تراوحت صور البورتريه بين المصغرات غير الرسمية، والتي رُسمت دائمًا بوحي من الحياة وكانت مُعدّة بهدف التأمل الخاص، والبورتريه الخاصة بإليزابيث الأولى ملكة إنجلترا مثل: بورتريه قوس قزح المليئة بالأيكونغرافيا الرمزية في الملابس والمجوهرات والخلفيات والنقوش.
استُهلكت الكثير من الطاقة لتنفيذ اللوحات الزخرفية من حيث التركيبات والتجهيزات، وغالبًا ما كانت ذات طبيعة مؤقتة جدًا، أنجز «رسامو سيرغنت» التابعون للملك، وهي مرتبة أقل من الرسام، معظم هذه اللوحات، لكن من الواضح أنهم قضوا وقتًا طويلًا في هذا، مثل بقية فناني البلاط في جميع أنحاء أوروبا. وُجد أيضًا ما يُسمى بـ سيّد احتفالات ريفيلز، الذي كان مكتبه مسؤولًا عن المهرجانات والبطولات، ولا شك في أنه دعا الفنانين ورسامي سيرغنت للحصول على المساعدة.
اعتُبرَت المجوهرات وأعمال الديكور الحديدية في غاية الأهمية، وقد أُنفقت عليها مبالغ أكثر بكثير من اللوحات. أنتج الفنان هولباين العديد من التصاميم المميزة لزخارف المائدة المصنوعة من المعادن الثمينة، وكان هيليارد صائغًا متمرسًا أيضًا. كانت الاهتمامات الفنية الرئيسية بالنسبة لهنري الثامن هي: الموسيقى وبناء القصور وقماش النجود، والتي كان يملك منها أكثر من 2000 قطعة، بتكلفةٍ أكبر بكثير مما كان ينفق على الرسامين. بقيت المجموعة الفلمنكية مع سلسلة قصة إبراهيم في قصر هامبتون كورت إلى الآن واحدة من أكبر المجموعات الفنية في أواخر عهده.
صرفت الملكة إليزابيث مالًا أقل من ذلك بكثير، واهتمت شخصياً بالرسم، حتى أنها احتفظت بمجموعتها الخاصة من اللوحات المصغرة مقفلة.

## معرض صور

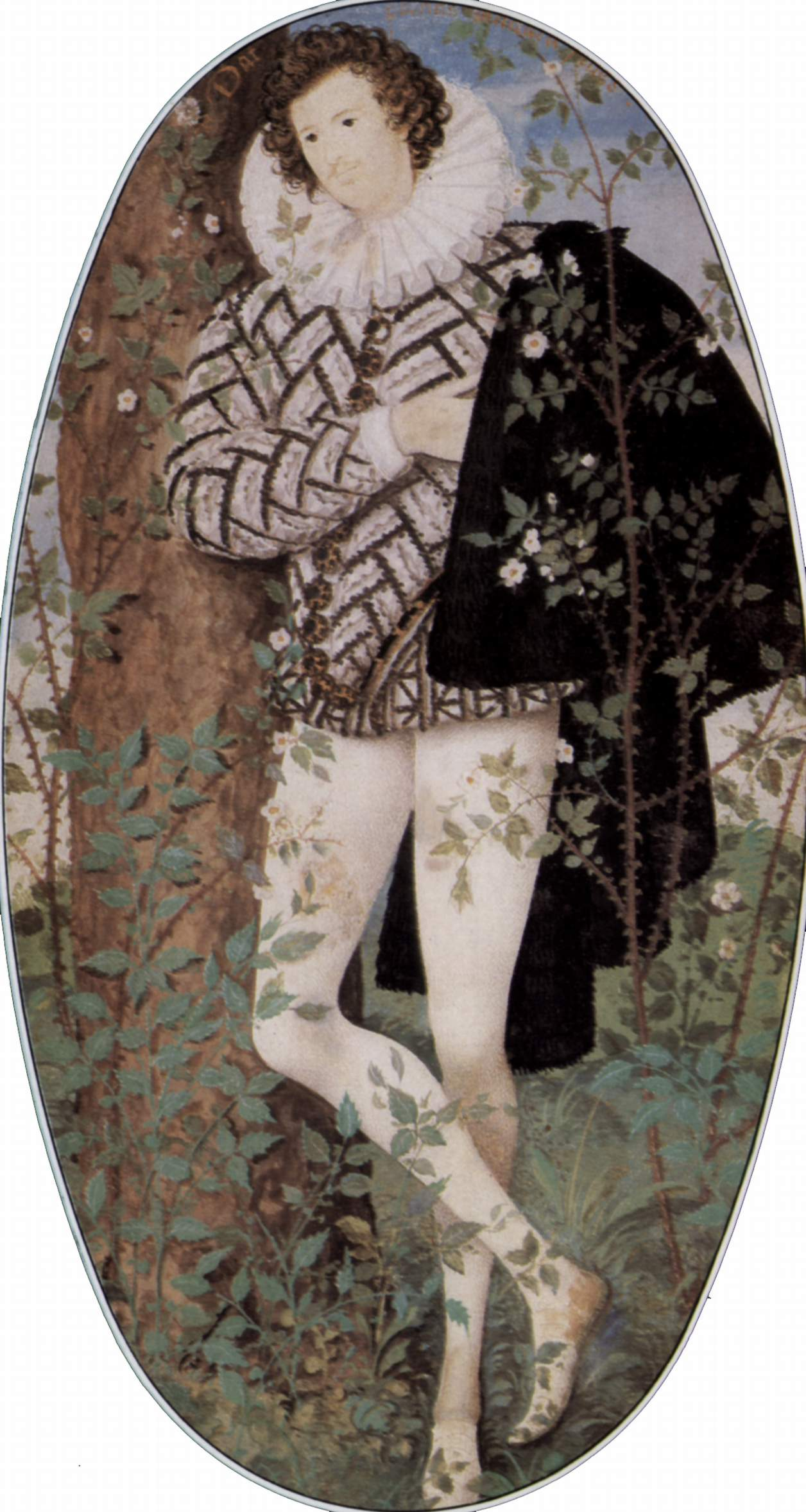
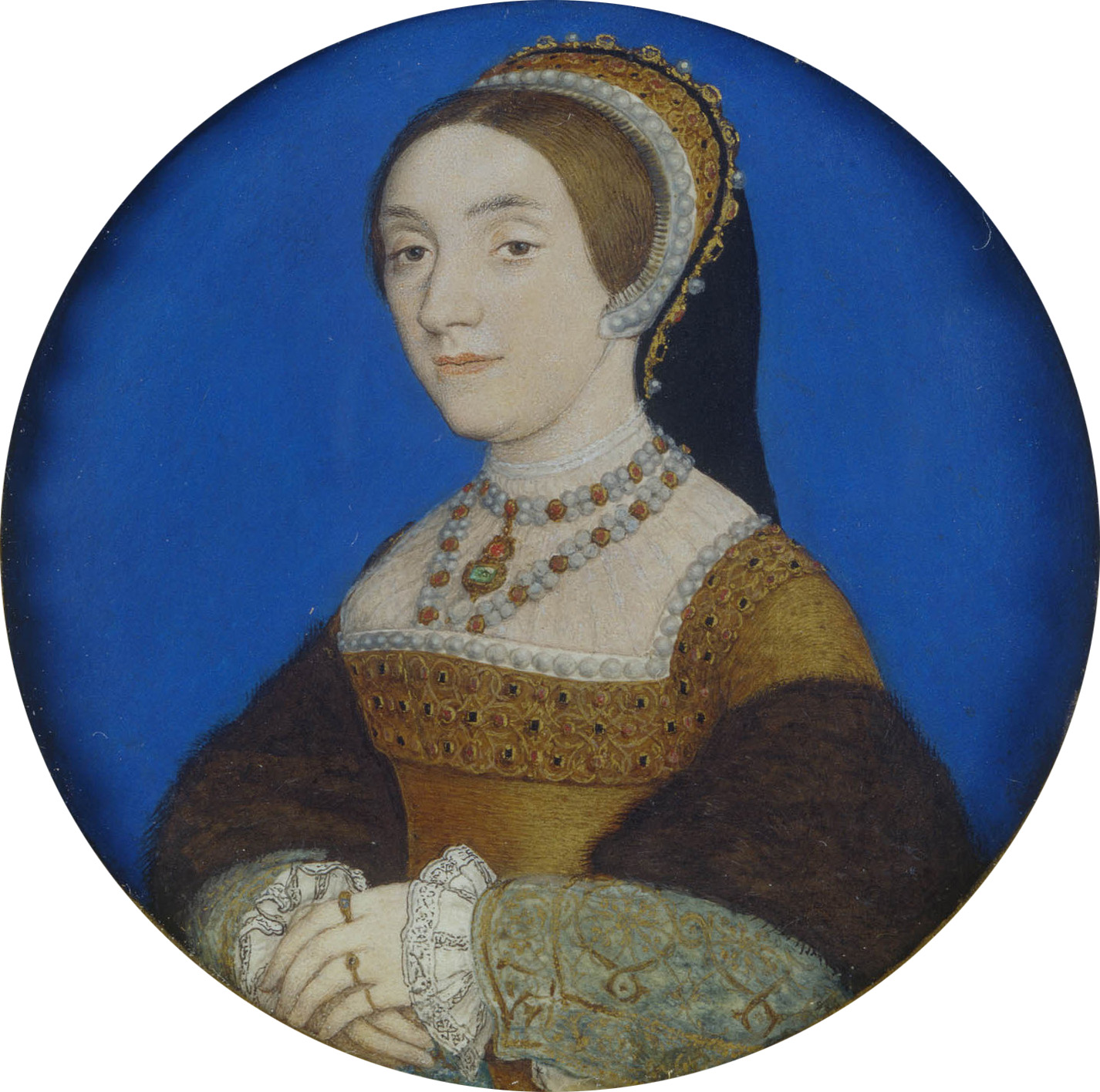
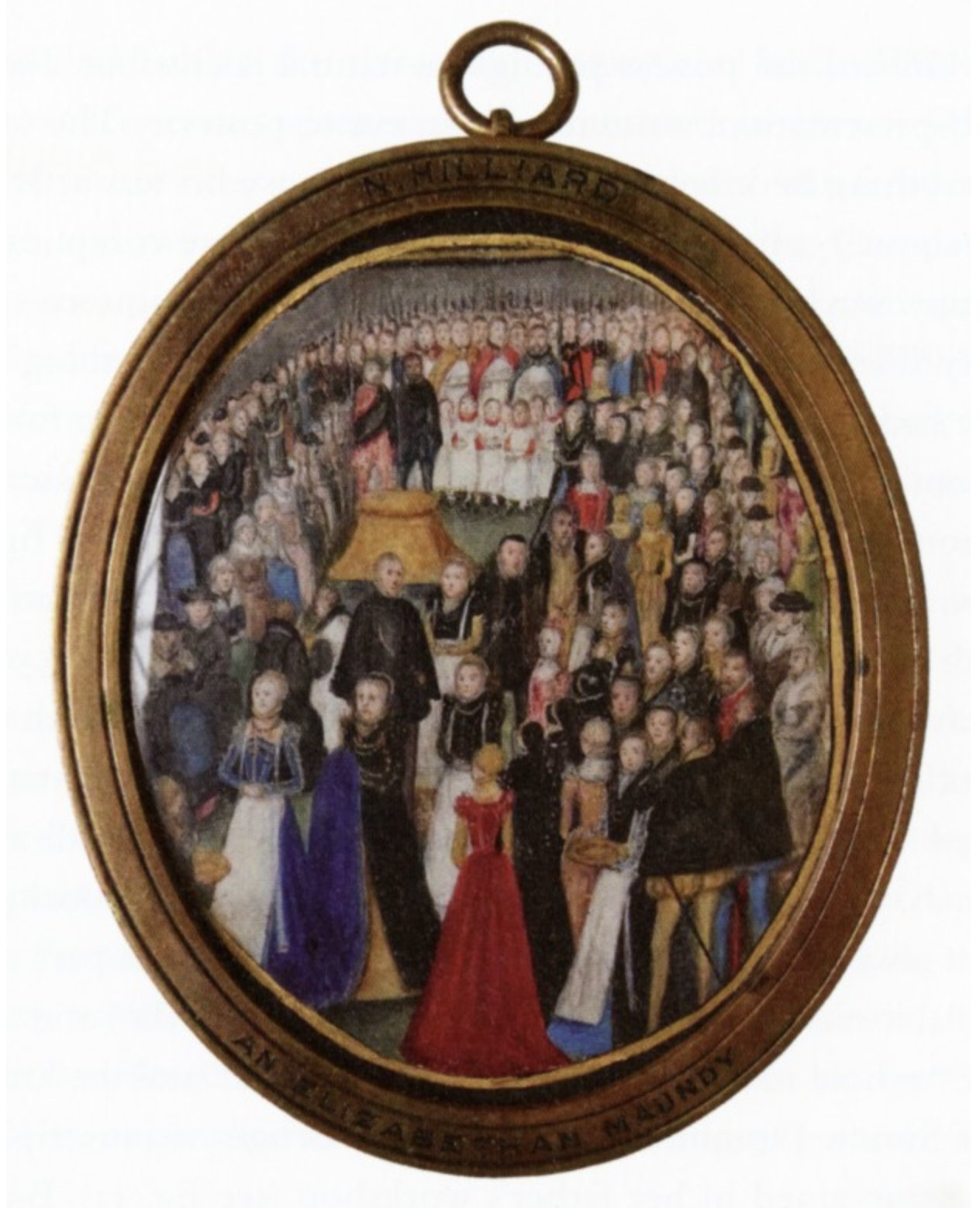
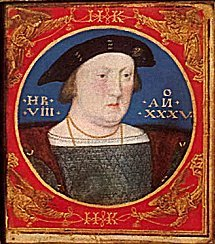